# Metacronismo
Metacronismo é um erro cronológico ou anacrônico que ocorre no sentido "de hoje para ontem". É o oposto de procronismo. Um metacronismo ocorre quando um evento, texto, processo ou objeto histórico é situado em um contexto posterior ao seu; quando expressões e termos do passado são utilizados na atualidade sem considerar as possíveis variações históricas de seus significados; quando há o uso de palavras modernas para descrever eventos históricos de períodos históricos passados ou, dentro do contexto presente, quando há o uso de objetos do passado hoje obsoletos.